# 3494 Purple Mountain
3494 Purple Mountain là một tiểu hành tinh vành đai chính. Nó được phát hiện tại Đài thiên văn Tử Kim Sơn ở Trung Quốc, năm 1980.